# Psophia crepitans
Psophia crepitans là một loài chim trong họ Psophiidae.